# ماروپه
ماروپه (به اسپانیایی: Marrupe) یک شهرستان در اسپانیا است که در استان تولدو واقع شده‌است.

## خصوصیات
ماروپه ۱۰ کیلومترمربع مساحت و ۱۵۵ نفر جمعیت دارد و ۵۸۴ متر بالاتر از سطح دریا واقع شده‌است.